# Gonadarche
La gonadarche fait référence aux premiers changements gonadiques de la puberté . En réponse aux gonadotrophines hypophysaires, les ovaires chez les filles et les testicules chez les garçons commencent à se développer et à augmenter la production de stéroïdes sexuels, en particulier d'estradiol et de testostérone.
- Chez les garçons, l'augmentation du volume testiculaire est le premier signe physique de gonadarche, et généralement de puberté. Cette augmentation peut être objectivée à l'aide d'un orchidomètre de Prader.
- Chez les filles, la croissance ovarienne ne peut pas être vue directement, de sorte que la thelarche et l'accélération de la croissance sont généralement les premiers signes de gonadarche.

La gonadarche doit être mise en contraste avec l'adrénarche. La gonadarche indique que la véritable puberté centrale a commencé, tandis que l'adrénarche est un processus de maturation indépendant de la glande surrénale qui n'est pas associé à la puberté vraie.[réf. nécessaire]